# ليندسي برنارد هال
ليندسي برنارد هال (بالإنجليزية: Lindsay Bernard Hall)‏ هو رسام أسترالي، ولد في 28 ديسمبر 1859 في ليفربول في المملكة المتحدة، وتوفي في 14 فبراير 1935.